# Arie Schans
Arie Schans (sinh ngày 12 tháng 12 năm 1952) là một cựu cầu thủ và huấn luyện viên bóng đá người Hà Lan. Ông từng dẫn dắt Đội tuyển bóng đá quốc gia Bhutan từ 2002-2003, Đội tuyển bóng đá quốc gia Namibia từ 2008.